# Micoud (kvarter)
Micoud (engelska: Micoud Quarter) är ett kvarter i Saint Lucia. Det ligger i den centrala delen av landet. Antalet invånare är 16 143. Arean är 78 kvadratkilometer. Micoud ligger på ön Saint Lucia. Micoud gränsar till Praslin. Huvudort är Micoud.
Till kvarteret hör öarna Praslin Island och Scorpion Island.